# Johann Lange
Pour les articles homonymes, voir Lange.
Johann Lange est un érudit et poète latin allemand, né dans le duché de Teschen en 1503, mort en 1567. 
Fils d’un pauvre tailleur, il réussit cependant à se procurer les ressources nécessaires pour aller faire ses études à Vienne, devint, en 1530, professeur des enfants de chœur de la cathédrale de Bude, et, plus tard, professeur au collège de Neisse, en même temps que secrétaire et chancelier de l’évêque de cette ville. Il fut nommé, dans la suite, conseiller aulique par l’empereur Ferdinand, qui l’employa à diverses négociations auprès du roi de Pologne. 

## Œuvres
On a de lui : 
- Carminum lyricorum liber (Augsbourg, 1548, in-8°) ;
- Nicephori Callisti ecclesiasticæ historiæ versio latina (Bâle, 1553, in-fol.) ;
- Johannes Baptista decallatua, heroïcum carmen (Cracovie, 1554, in-4°) ;
- Justini philosophi opera latine (Bâle, 1505, in-fol.).

## Source
« Johann Lange », dans Pierre Larousse, Grand dictionnaire universel du XIXe siècle, Paris, Administration du grand dictionnaire universel, 15 vol., 1863-1890 [détail des éditions].